# Opéra (institution)
Pour les articles homonymes, voir Opéra (homonymie).
Un opéra ou maison d'opéra est une institution du secteur public ou privé chargée d'organiser la représentation des œuvres du domaine de l'opéra. La gestion de la compagnie est soit confondue soit dissociée de celle de son infrastructure de résidence.

## Organisation et missions
Une maison d'opéra peut regrouper une compagnie permanente d'artistes (chœur, ballet, orchestre, lequel peut n'être qu'associé) et les services administratifs et techniques nécessaires à la gestion des personnels, éventuellement des locaux, et à l’organisation des saisons culturelles. Elle procède chaque saison à l'engagement des artistes non permanents liés au programme : metteurs en scène, chanteurs solistes, éventuellement scénographe et orchestre pour un opéra baroque par exemple.
En Europe, a coexisté le statut public et les structures en gestion privée (à but lucratif ou non lucratif). Cette question n'est pas seulement juridique ; elle doit être resituée dans l'histoire des politiques culturelles de chaque pays pour comprendre les raisons et les conséquences de la forme juridique adoptée et du mode de financement qui prévaut pour produire et diffuser l'art lyrique, extrêmement coûteux. C'est pourquoi, après une période où semble dominer l'intégration dans la sphère publique (tant au niveau local, régional que d'État), on assiste en Europe à une sortie (plus ou moins forte selon les pays) de la sphère publique mais pas du soutien public direct. De ce fait, de nombreuses maisons d'opéras ont vu leur statut transformé en organisme à but non lucratif (fondation, association reconnue d'intérêt général...). Ceci oblige les institutions lyriques à faire évoluer leurs modes de financement, leurs méthodes de gestion et leur gouvernance. La France semble être restée en dehors de ce mouvement qui a touché par exemple toutes les grandes scènes lyriques italiennes (auparavant des établissements publics) ou allemandes (régies municipales ou de Länder). En revanche, avec un système de soutien direct et indirect resté prédominant par rapport à l'intégration dans la sphère publique des institutions musicales, le Royaume-Uni ne connaît pas cette transformation des modèles de gestion de ses maisons d'opéras.

### France
Réunies pour vingt-trois d'entre elles sous l'égide de la Réunion des opéras de France, la plupart des maisons d'opéra en région relèvent de la tutelle municipale sous des formes juridiques diverses : régies municipales, syndicats de commune ou établissement public de coopération culturelle.
En 2008, l'État apporte son soutien, sous la forme de subventions, à treize opéras, assortis d'un label « national » pour cinq d'entre eux :
- Angers-Nantes Opéra ;
- l'opéra-théâtre d’Avignon et des Pays de Vaucluse ;
- l'opéra national de Bordeaux ;
- l'opéra de Lille ;
- l'opéra national de Lyon ;
- l'opéra-théâtre de Metz ;
- l'opéra national de Lorraine (Nancy) ;
- l'opéra municipal de Marseille ;
- l'Opéra Orchestre national Montpellier ;
- l'opéra de Rouen ;
- l'opéra national du Rhin (Strasbourg) ;
- le théâtre du Capitole de Toulouse ;
- l’opéra de Tours.

En 2016, l'opéra de Rennes est aussi financé par l'état.
Les opéras parisiens relèvent soit de la ville de Paris (Théâtre du Châtelet), soit directement de la tutelle de l'État (Opéra de Paris, Théâtre national de l'Opéra-Comique).
Jusqu'au début du XXe siècle les compagnies d'opéra françaises comportaient des troupes de chanteurs constituant un vivier de solistes permettant d'assurer la distribution en interne. Ces troupes ont disparu depuis quelques décennies, le choix ayant été fait, pour des motifs économiques, de recourir à des artistes sous contrat pour une production. S'inspirant de l'exemple allemand, certaines maisons ont aujourd'hui recréé ces troupes, assurant une mission de formation à l'égard de leurs chanteurs. La généralisation de cette initiative est soutenue par des artistes comme Michel Sénéchal, Gabriel Bacquier ou Robert Massard.

### Suisse
- Opéra de Lausanne
- Grand Théâtre de Genève
- Opéra de Zurich